# Jan Verner Tranefelt
Jan Verner Tranefelt, född 1730, död 1806, var en svensk militär.
Tranefelt är mest känd som chef för "Bohus Lähns Lätta Dragonregemente" under Gustav III:s ryska krig i slutet av 1700-talet.

## Karriär
- 1747, ryttare vid Livregementet till häst.
- 1750, befordrad till korpral.
- 1754, kvartersmästare vid Norra Skånska Kavalleriregementet.
- 1758, befordrad till löjtnant.
- 1761, ryttmästare i armén.
- 1763, vicekorpral (osäkert varför)
- 1766, korpral i Livdrabantkåren.
- 1767, premiermajor vid Bohusläns Dragonregemente.
- 1773, överstelöjtnant.
- 1780, överste i armén.
- 1781–1790, överste och chef för Bohus Lähns Lätta Dragonregemente.

Efter Slaget vid Kvistrum 1788 blev Tranefelt ställd inför krigsrätt och dömd till 2 års suspendering, vilket 1790 skärptes av Kungl. Maj:t till avsättning.